# إنغلهايم أم راين
إنغلهايم أم راين أو إنغِلهَيم (بالألمانية: Ingelheim am Rhein) هي district capital، وبلدة ألمانية تقع في ألمانيا في Mainz-Bingen. يقدر عدد سكانها بـ 24,491 نسمة.

## المدن التوأمة
مدن فريدريشسهاين-كرويتزبيرغ، العفولة، أوتون، ستيفينيدج ‏، San Pietro in Cariano، نيسا وليمباخ-أوبرفرونا هي مدن توأمة لـاينغلهايم آم راين.

## أعلام
- كلاوس كنوبر
- فريتز فيشر
- لويس الأول
- مولتاتولي
- راينهارد ليندن